# Evolúciós radiáció
Az evolúciós radiáció vagy evolúciós szétterjedés a taxonómiai sokféleség vagy morfológiai egyenlőtlenség növekedése adaptív változás vagy az ökotér megnyílása révén. A radiációk érinthetnek egy vagy több kládot, és lehetnek fokozatosak vagy gyorsak; ez utóbbi változatot, melyet adaptív radiációnak neveznek, egyetlen fejlődési vonal környezethez való alkalmazkodása indítja el.

## Példák az evolúciós radiációra
Talán a legismertebb példa a méhlepényes emlősök evolúciós radiációja, amire nagyjából 65 millió évvel ezelőtt, közvetlenül a dinoszauruszok kréta időszak végi kihalását követően került sor. Ebben az időben a méhlepényesek, méretüket és alakjukat tekintve többnyire a cickányokhoz hasonló kis, rovarevő állatok voltak. Az eocén időszakban (58-37 millió évvel ezelőtt), olyan formáik fejlődtek ki, mint például a denevérek, a cetek és a lófélék.
A további ismert példák közé tartozik a kambriumi robbanás, azaz, a szárazföldi növények radiációja, a kréta időszaki virágos növények radiációja, valamint a rovarok radiációja, ami a (400 millió évvel ezelőtt kezdődött) devon időszak óta szinte változatlanul tart.

## A radiáció típusai
A radiációk lehetnek nem egyezők, mikor a sokféleség vagy az egyenlőtlenség független módon növekszik, illetve lehetnek egyezők, mikor mindkettő növekedési aránya hasonló.

## Evolúciós radiáció a fosszilis rekordban
Sok őslénykutató által írt mű az evolúciós radiációt a tengeri gerinctelenek fosszíliái alapján vizsgálja, mivel ezek jóval nagyobb mennyiségben fordulnak elő, és könnyebben gyűjthetők be, mint a nagy gerincesek, például az emlősök vagy a dinoszauruszok maradványai. A pörgekarúak például a kora kambrium, és a kora ordovícium idején nagyobb, a szilur, a devon és a karbon idején pedig kisebb mértékű evolúciós radiációkon mentek keresztül. Ezen időszakokban a különböző pörgekarú fajok morfológiája független módon vált hasonlóvá, és feltehetően az évmilliókkal korábban élt fajokhoz hasonló életmódot folytattak. Ez a jelenség a konvergens evolúcióban homeomorfiaként ismert, ami azt jelenti, hogy a hasonló szelektív kényszereknek kitett élőlények hasonló adaptációkat fejlesztenek ki. A gyors evolúciós radiációra vonatkozóan további példák figyelhetők meg az ammoniteszeknél, melyek egy sor kihaláson, majd azokat követő sokfélévé váláson mentek keresztül, illetőleg a trilobitáknál, melyeknek a kambrium során rövid idő alatt sokféle változata fejlődött ki, számos olyan ökológiai fülkét betöltve, amit napjainkban a rákok foglalnak el.

## Újabb keletű evolúciós radiációk
Egy aránylag rövid időszakra visszatekintve számos élőlény csoportnál figyelhető meg evolúciós radiáció. A Cichlidae halcsaládot a biológusok már behatóan tanulmányozták. Egyes helyeken, például a Nyasza-tóban sok különböző változatuk fejlődött ki, köztük  szűréses táplálékfelvétellel táplálkozók, csigaevők, ivadék paraziták, algaevők és halevők is. Az evolúciós radiáció újabb példjának tekinthetők a fűfélék is, melyek párhuzamosan fejlődtek az olyan legelő növényevőkkel, mint a lovak és az antilopok

## Fordítás
- Ez a szócikk részben vagy egészben  az   Evolutionary radiation című angol Wikipédia-szócikk ezen változatának fordításán alapul.  Az eredeti cikk szerkesztőit annak laptörténete sorolja fel. Ez a jelzés csupán a megfogalmazás eredetét és a szerzői jogokat jelzi, nem szolgál a cikkben szereplő információk forrásmegjelöléseként.